# Krzyż Pola

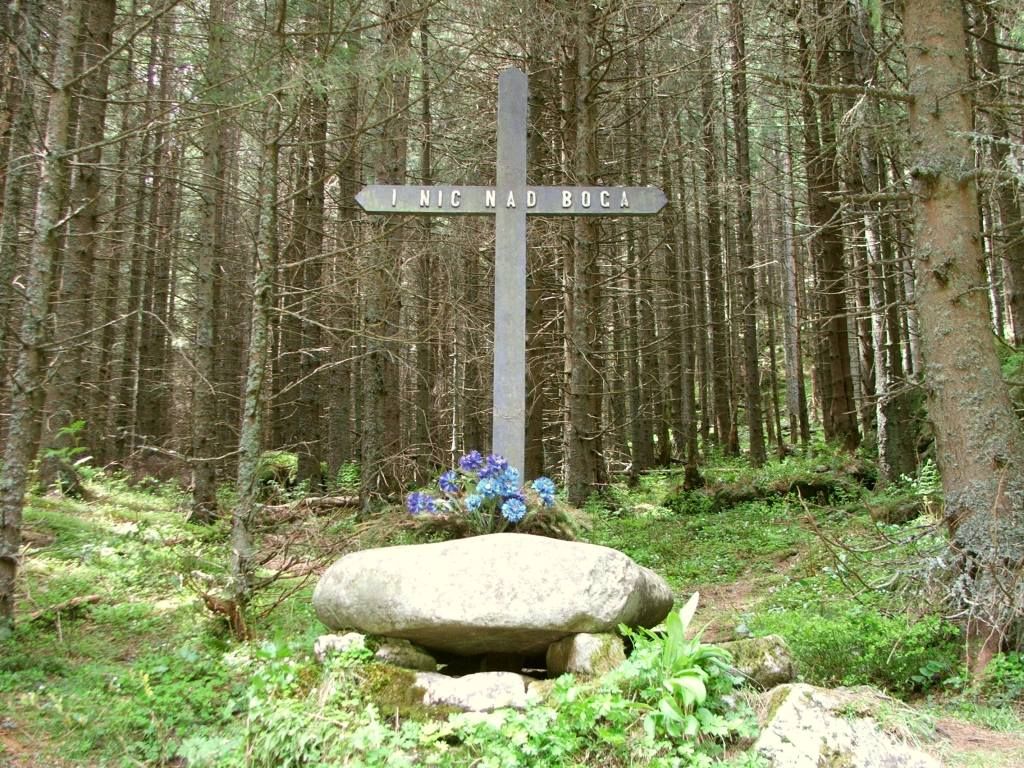
Krzyż Wincentego Pola

Krzyż Pola – żelazny krzyż osadzony na kwarcytowym kamieniu w Dolinie Kościeliskiej w Tatrach Zachodnich. Znajduje się w odległości 4,8 km od Kir, u wylotu Doliny Smytniej, po zachodniej stronie drogi. Pierwszy drewniany krzyż w tym miejscu z napisem  I nic nad Boga (słowa św. Pawła) ustawiono w 1852 r. z polecenia poety Wincentego Pola w czasie patriotycznej i turystycznej wycieczki studentów UJ z Krakowa. W 1883 r. Towarzystwo Tatrzańskie zamieniło go na krzyż z żelaza tatrzańskiego, odnowiony i poświęcony w 1942 r. Kamień z kwarcytu, na którym stoi krzyż, pochodzi najprawdopodobniej z młyna do mielenia rudy miedzi i srebra, który stał niegdyś na Młyniskach w Dolinie Pyszniańskiej.
W połowie XIX wieku była tu mogiła, obecnie już niewidoczna. Według opowiadań góralskich była to mogiła młynarza króla Zygmunta I Starego, obrabowanego i zabitego przez zbójników. Chodzi tu o młynarza obsługującego młyn do mielenia kamieni i zajmującego się oddzielaniem złota, którego śladowe ilości kiedyś tu w Kościeliskim Potoku istniały. Górale, przechodząc obok, czcili to miejsce, rzucając na nie gałęzie i podpalając je podczas jesiennego spędu owiec z hal. Wincenty Pol, gdy zapoznał się z legendą, powiedział do studentów: „Panowie. Szanujmy podania i pamięć tych, co polskim królom wiernie służyli. Wtoczmy kamień na mogiłę młynarza króla Zygmunta I, z przesławnego rodu Jagiellonów”. Wśród studentów znalazł się donosiciel i w 5 miesięcy później Austriacy pozbawili go za to stanowiska prof. geografii na Uniwersytecie Jagiellońskim, ponadto przez Rosjan został wysłany na trwającą 18 miesięcy pieszą „pielgrzymkę” z Warszawy do „Syberyjskiej Dauryji przezwanej Nereczyńskim krajem”.
W 1875 r. przy Krzyżu Pola Towarzystwo Tatrzańskie wybudowało dla turystów altanę im. Sewryna Goszczyńskiego, a w 1904 r. wyznakowało szlak turystyczny wiodący od niej na Kominiarski Wierch przez Dolinę Smytnią. Został zamknięty po utworzeniu Tatrzańskiego Parku Narodowego. W 1945 r. krzyż został uszkodzony przez lawinę. Naprawiono go i aby uniknąć tego w przyszłości, przesunięto go wówczas nieco na północny wschód, na obecne miejsce. Znajdujący się u jego podstawy kamień młyński jest jednym z najstarszych zabytków w Tatrach Polskich.

## Szlaki turystyczne
– zielony z Kir dnem Doliny Kościeliskiej do schroniska na Hali Ornak. Czas przejścia: 1:40 h, ↓ 1:35 h